# 億薩佧控股
億薩佧控股有限公司，簡稱億薩佧控股，以及億薩佧（英語：HISAKA Holdings Limited，SGX：FV2、臺證所：911619），在1992年由鍾燕洲（董事長）及鍾燕良（首席執行官）兄弟創立。
主要地區包括新加坡、中國、印度，以及馬來西亞。
主要業務經營生產及銷售自動化、醫療及環保業務，總部位於新加坡億薩佧大廈雙溪加株環道63號，股份在2008年5月8日於新加坡交易所主板上市。招股價為0.23坡元，所有發行新股90,000,000股，集資額為20,700,000坡元。而在2011年中，集團以發行臺灣存託憑證，在6月24日於台灣證券交易所上市，所有發行60,000,000股，招股價為11.9元新台幣，集資額為714,000,000元新台幣。

## 連結
- Hisaka.com.sg （页面存档备份，存于）